# Buttima
Der Buttima, auch Buttinam, war ein persisches Gewichtsmaß.
- 1 Buttima = 30 Ratel/Rottol[3] = 30 × 382 ¾ Gramm = 11482,5 Gramm.